# Andrija Jagatić
Andrija Jagatić (Martinska Ves, 11. studenog 1850. – Zagreb, 24. svibnja 1901.) bio je hrvatski katolički svećenik, publicist i prevoditelj.

## Životopis
Rođen je 11. studenog 1850. u Luki Desnoj pokraj Martinske Vesi kod Siska. Osnovnu školu je završio u Martinskoj Vesi.
Završio je gimnaziju u Zagrebu 1871. Na zagrebačkom Bogoslovnom fakultetu diplomirao je 1875. te je sljedeće godine doktorirao. Zaređen je za svećenika 1875. godine.
Službovao je u Požegi kao prefekt u sirotištu te kao suplent za hrvatski i njemački jezik u gimnaziji. U Zagrebu je od 1876. pomoćni urednik Katoličkoga lista; od travnja 1877. do siječnja 1882. bio je glavni urednik. Istvremeno je radio kao vjeroučitelj u djevojačkoj preparandiji, Višoj djevojačkoj školi u Zagrebu te od 1878. u Nadbiskupskom sjemeništu. Od 1880. godine bio je suplent na Bogoslovnom fakultetu.
Od 1882. godine bio je kao kanonik prvostolnoga Kaptola Vrhbosanske nadbiskupije. Od 1887. do 1896. uređivao je časopis Vrhbosna. Sveta Stolica ga je 1896. imenovala apostolskim protonotarom. U lipnju 1896. odlazi u Zagreb za generalnog superiora Sestara milosrdnica.
Bio je predsjednik karitativne udruge Društvo sv. Vinka. Na njegovu inicijativu održan je 1900. godine Prvi hrvatski katolički kongres u Zagrebu te veliko hrvatsko hodočašće u Rim. Godine 1900. pokrenuo je list Marijin cvjetnjak.

## Djela
S njemačkog jezika je preveo i tiskao 1886. Katekizam ženitbenog prava Jaela Webera. Započeo je prevoditi roman Lewa Wallacea Ben Hur. Sa Stadlerom je preveo s francuskog Pobožnost Presvetom Srcu Isusovu od Jeana Croiseta.
Godine 1891. objavio je Putne crtice iz Svete Zemlje.
Potpisivao se inicijalima „A. J.” i pseudonimom „Lector”.

### Članci
- Jurišić, Pavo. 2019. Nadbiskup Stadler i Stolni kaptol vrhbosanski. Vrhbosnensia. Univerzitet u Sarajevu – Katolički bogoslovni fakultet. Sarajevo. 23 (1): 27–62
- Barić, Joško. 2005. Jagatić, Andrija. Hrvatski biografski leksikon. Zagreb.  journal zahtijeva |journal= (pomoć)

## Vanjske poveznice
Ostali projekti
|  | Wikicitati imaju zbirke citata o temi Andrija Jagatić |